# Урубамба (река)
Уруба́мба (в верховье — Вилькано́та; исп. Rio Urubamba) — река в центральной части Перу. Протекает по территории регионов Куско и Укаяли. Сливаясь в устье с рекой Апуримак (Тамбо), образует реку Укаяли в бассейне Амазонки.
Длина, от истока в Центральных Андах, до устья — 725 км. Паводки в декабре-феврале. Протекает в глубоких каньонах, расчленяющих хребты Вилькабамба и Вильканота. 
Над ущельем реки, прозванным Священной долиной, находятся руины города Мачу-Пикчу, а также другие памятники инков. Подробнее см. статью Священная долина.